# Färber-Meier
Der Färber-Meier (Asperula tinctoria) ist eine in Mitteleuropa heimische Art der Rötegewächse (Rubiaceae). Die Art wurde als Färbepflanze verwendet, Wurzeln und Rhizom wurden zum Gelb-Färben verwendet.

## Merkmale

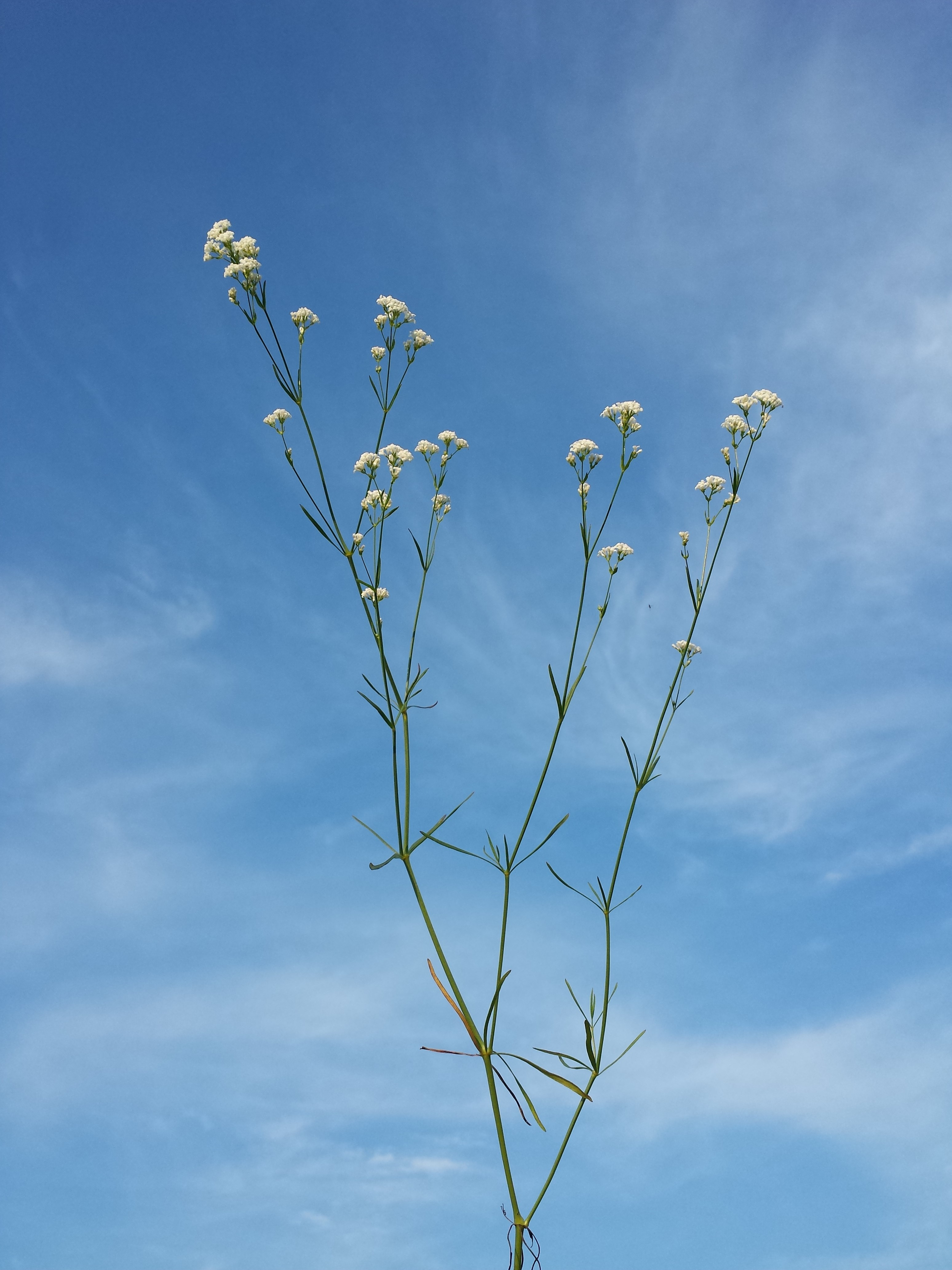
Habitus

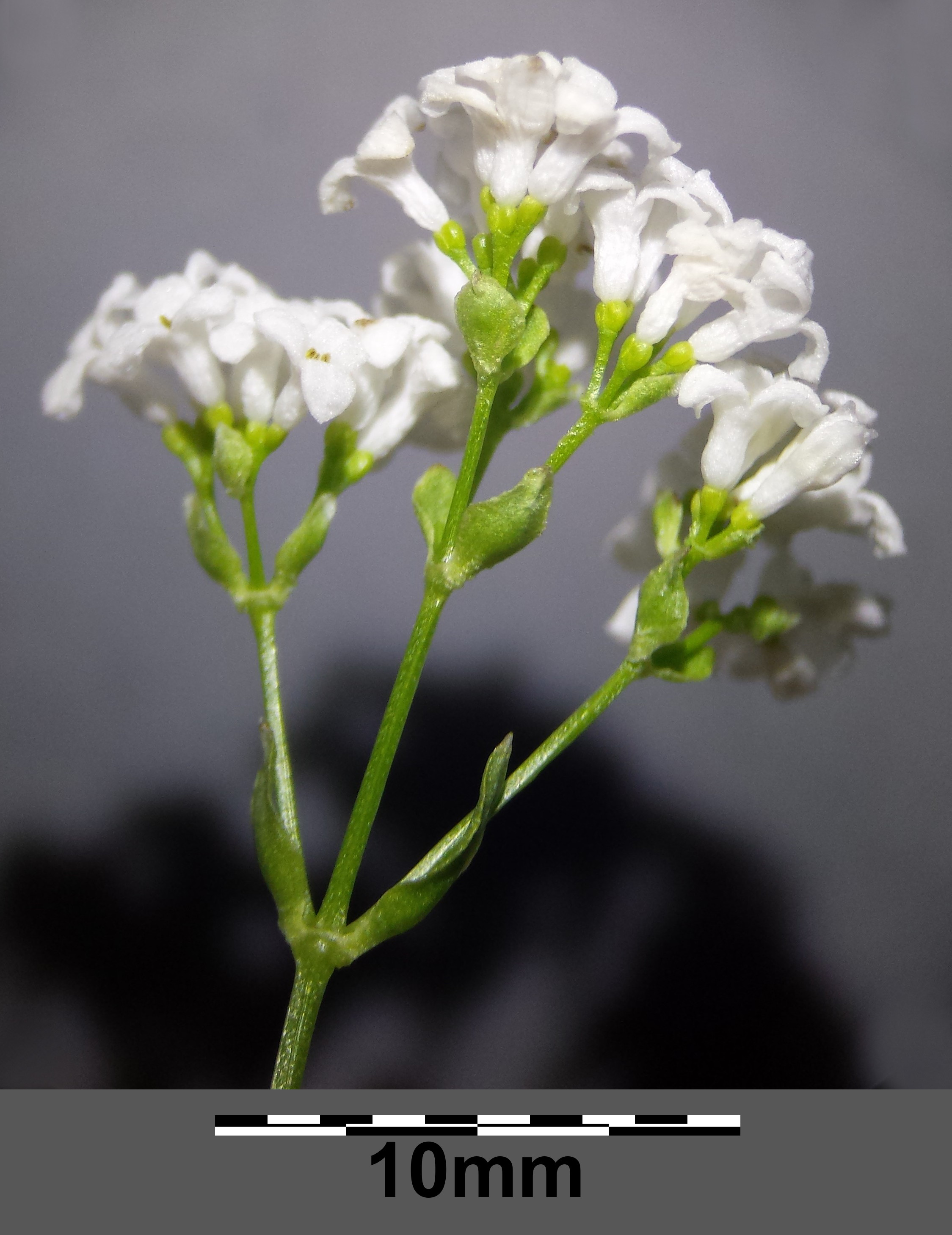
Blütenstand

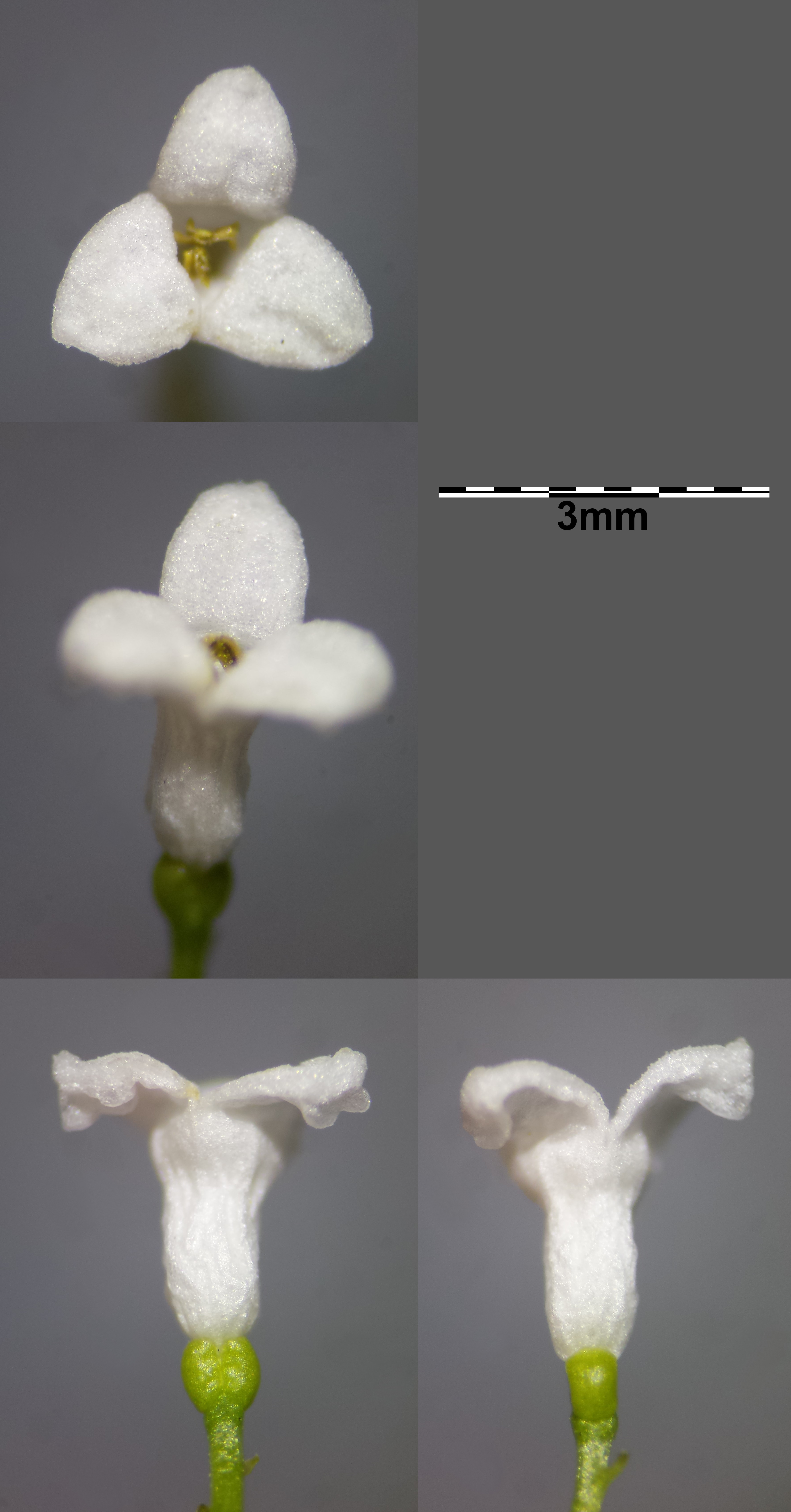
Blüte

Der Färber-Meier ist eine ausdauernde krautige Pflanze und erreicht Wuchshöhen von 30 bis 70 cm. Er bildet unterirdische Ausläufer. Die Stängel sind vierkantig, meist einzeln und aufrecht. Die Blätter stehen unten zu sechst in Wirteln, oben zu viert. Die Tragblätter haben keine Stachelspitze.
Die Krone ist weiß und meistens dreispaltig. Die Außenseite ist glatt. Die Kronröhre ist ein- bis zweimal so lang wie die Kronzipfel. Blütezeit ist Juni und Juli, die Bestäubung erfolgt durch Insekten.
Die Früchte sind trocken. Sie haben keine hakigen Haare und sind glatt oder runzelig.
Die Chromosomenzahl ist 2n = 22 oder 44.

## Verbreitung und Standorte
Der Färber-Meier ist eine submeridional-temperat verbreitete Art und kommt in Europa in den Kontinentalitätsstufen 2 bis 5 vor. Sein Verbreitungsgebiet reicht von Europa bis ins westliche Sibirien.
In Deutschland ist die Art stark zurückgegangen, in Sachsen und Niedersachsen ist sie ausgestorben. In Österreich ist sie in weiten Teilen als gefährdet eingestuft.
Der Färber-Meier wächst in trockenen Wäldern, an Säumen von Trockengebüschen, in Halbtrockenrasen und auf felsigen Hängen. Er wächst meist auf kalkhaltigen Böden. Er kommt von der collinen bis in die montane Höhenstufe vor, bis in 1000 m Seehöhe.
Er ist pflanzensoziologisch in Mitteleuropa eine Art der Verbände Erico-Pinion, Cytiso-Pinion oder des Geranion sanguinei.

## Unterarten
Es könne zwei Unterarten unterschieden werden:
- Asperula tinctoria subsp. hungarorum (Borbás) Soó: Sie kommt in Tschechien, in Ungarn und in Rumänien vor.[4]
- Asperula tinctoria subsp. tinctoria

## Trivialnamen
Im deutschsprachigen Raum werden oder wurden für diese Pflanzenart auch die weiteren Trivialnamen Wilde Bergröte und Wilde Färberöte verwandt.

## Belege
- Siegmund Seybold (Hrsg.): Schmeil-Fitschen interaktiv (CD-Rom), Quelle & Meyer, Wiebelsheim 2001/2002, ISBN 3-494-01327-6